# Некрополь Видубицького монастиря
Некрополь Видубицького монастиря — цвинтар Видубицького чоловічого монастиря. Знаходиться біля Георгіївського собору та навколо Михайлівської церкви. У 1930—1960 роки більшість поховань була знищена.

## Поховання
Збережені до нашого часу надгробки — це невелика частина цього пантеону:
- Афанасьєв Євген Іванович (1838—1897) — терапевт, доктор медицини, заслужений ординарний професор Київського університету святого Володимира;
- Бец Володимир Олексійович (1834—1894) — лікар-анатом, гістолог, педагог, громадський діяч;
- Гандзюк Яків Григорович (1874—1918) — генерал-майор, учасник російсько-японської і першої світової воєн, командир 1-ї дивізії 1-го Українського корпусу, двічі Георгіївський кавалер;
- Капцевич (до шлюбу Прозорівська) Марія Петрівна (1787—1816) — княгиня, дружина (з 1807 року) генерала від артилерії, учасника франко-російської війни 1812 року Капцевича Петра Михайловича (1772—1840), померла під час пологів. Протягом багатьох років, за сформованою київською традицією, вагітні киянки покладали на її могилу квіти і молилися за упокій її душі, свято вірячи в те, що лише після такого ритуалу їх пологи пройдуть благополучно;
- Лелявський Микола Семенович (1853—1905) — вчений-гідротехнік;
- Нірод Федір Федорович (1907—1996) — театральний художник, народний художник СРСР. Похований на місці незбереженого фамільного склепу, поруч спочиває прах його дружини;
- Ушинський Костянтин Дмитрович (1824—1871) — педагог, основоположник вітчизняної наукової педагогіки і народної школи;
- Ханенко Богдан Іванович (1849—1917) — промисловець, колекціонер, меценат, археолог, почесний член Петербурзької академії мистецтв, громадський діяч. Зібрана ним колекція стала основою існуючого в Києві музею Західного і Східного мистецтва;
- Ханенко (до шлюбу Терещенко) Варвара Ніколівна (1848—1922) — колекціонерка, меценатка. Збирала з чоловіком колекцію творів мистецтв, яку зберегла під час громадянської війни в Росії. Похована поруч з ним завдяки вірній покоївці — Шерстюковій Євдокії Мартинівні (Дусі), яка і спорудила на дорогий їй могилі хрест з написом: «Ханенкам — від Дусі»;
- Яшвіль Лев Михайлович (1772—1836) — князь, герой франко-російської війни 1812 року, генерал від артилерії, георгіївський кавалер, кавалер золотої шпаги;
- Яшвіль Варвара Олексіївна (1782—1833) — княгиня, дружина Лева Михайловича;
- Соломка Павло Степанович — почесний громадянин Києва, колекціонер і його дружина[2].

## Світлини

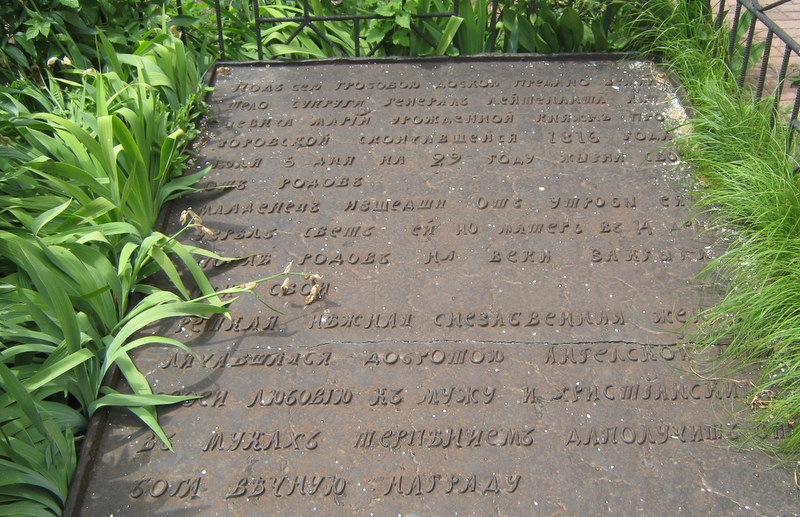
Надгробна плита Марії Капцевич
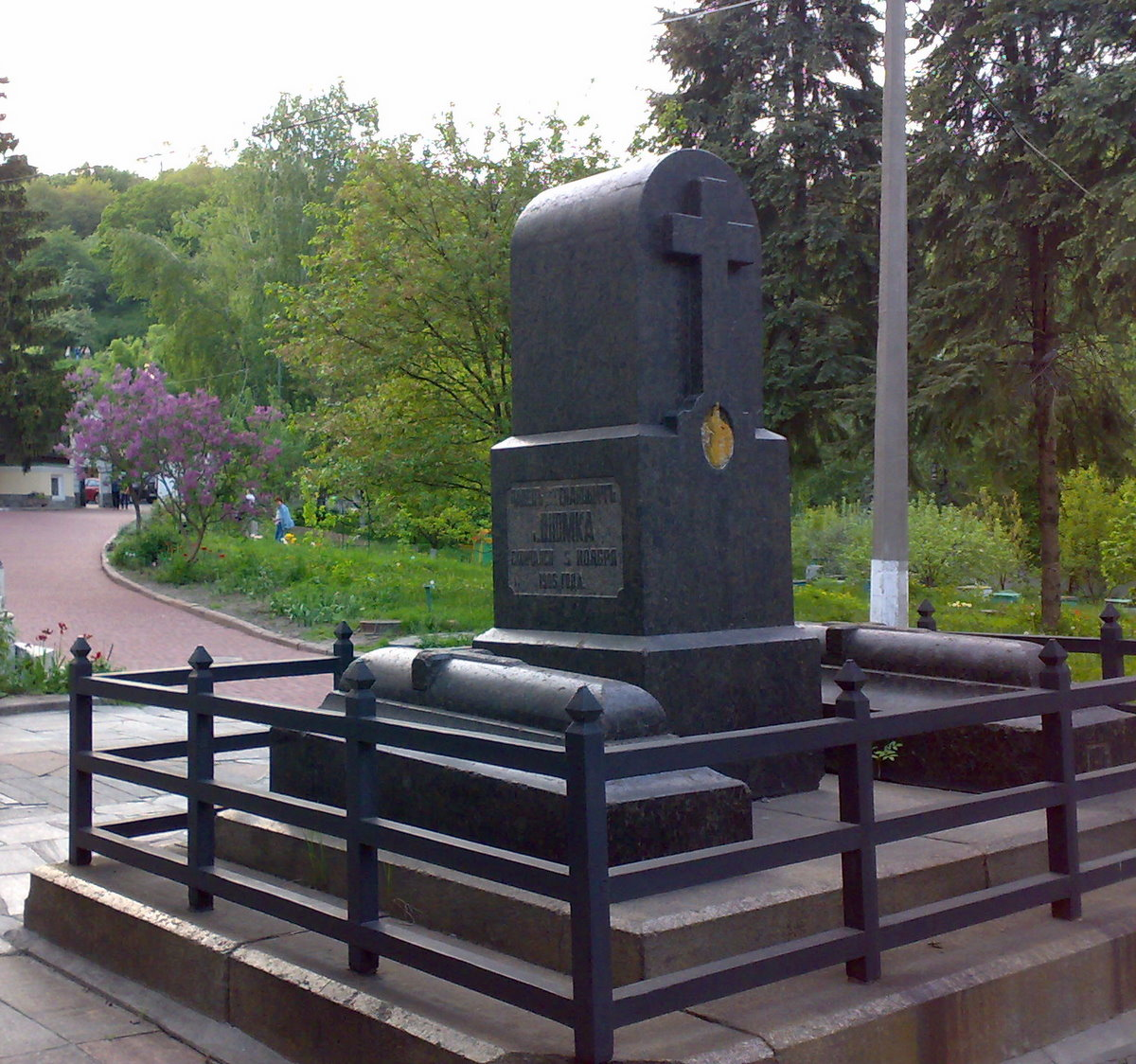
Могила Павла Соломки
Відновлений надгробок на могилі Якова Гандзюка
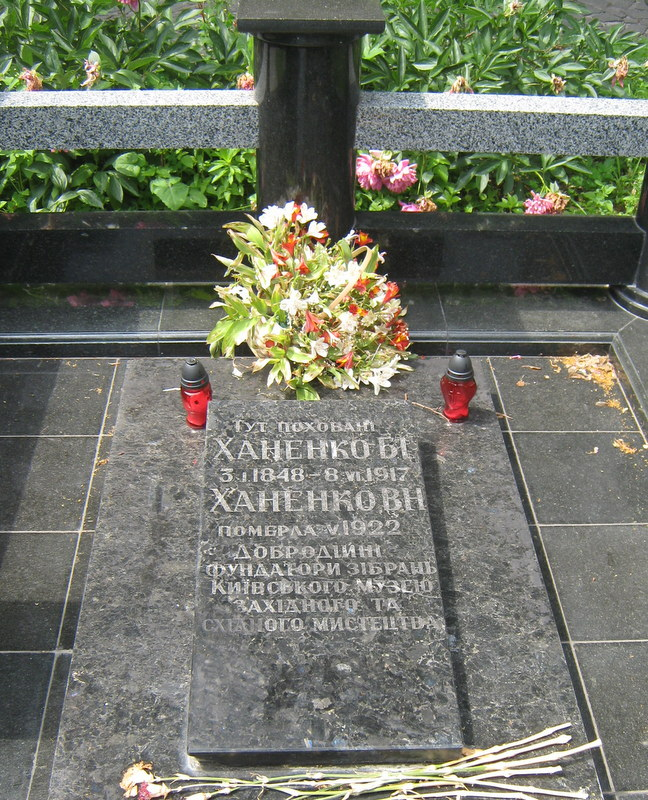
Могила Богдана і Варвари Ханенків
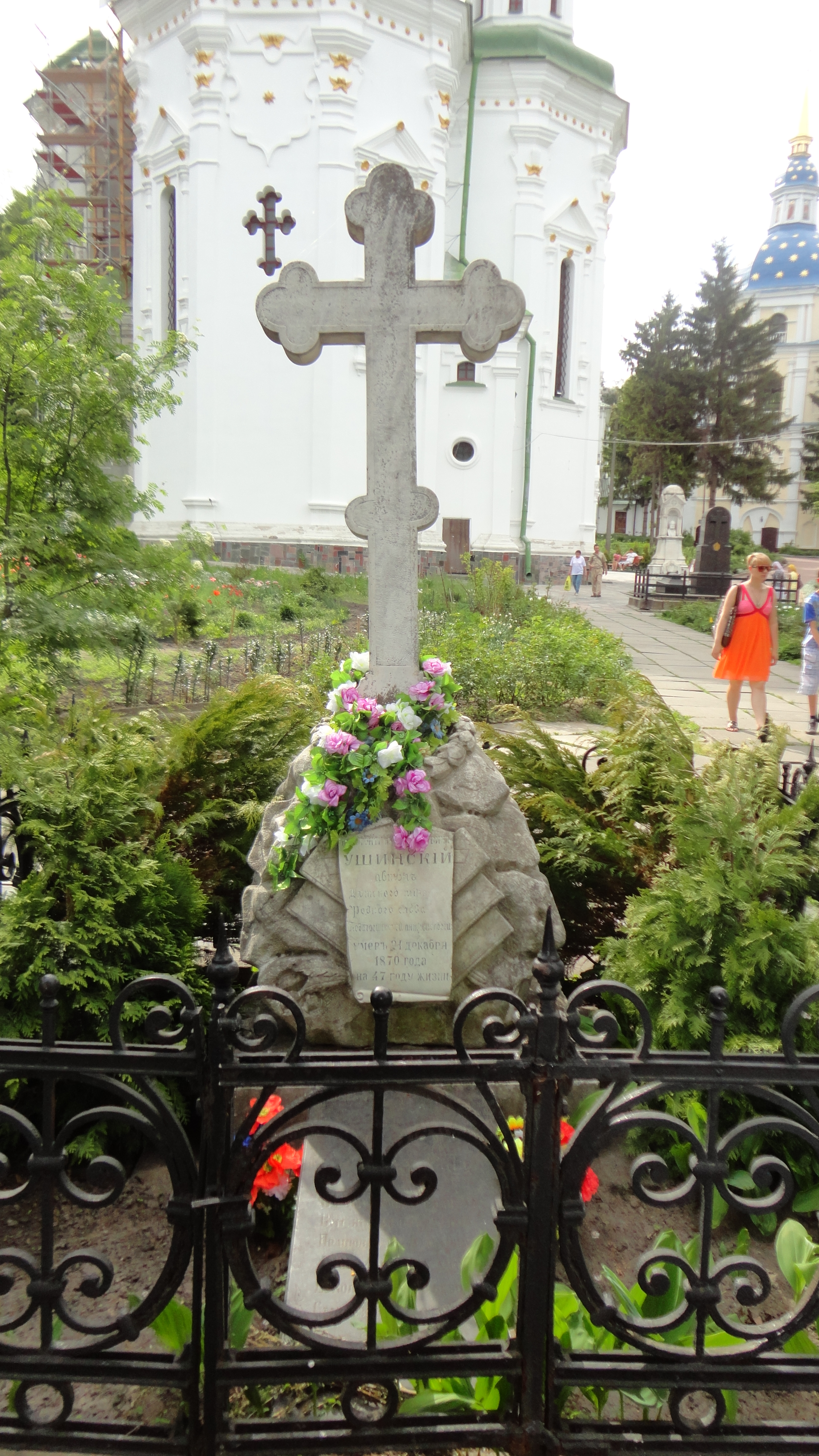
Могила Костянтина Ушинського
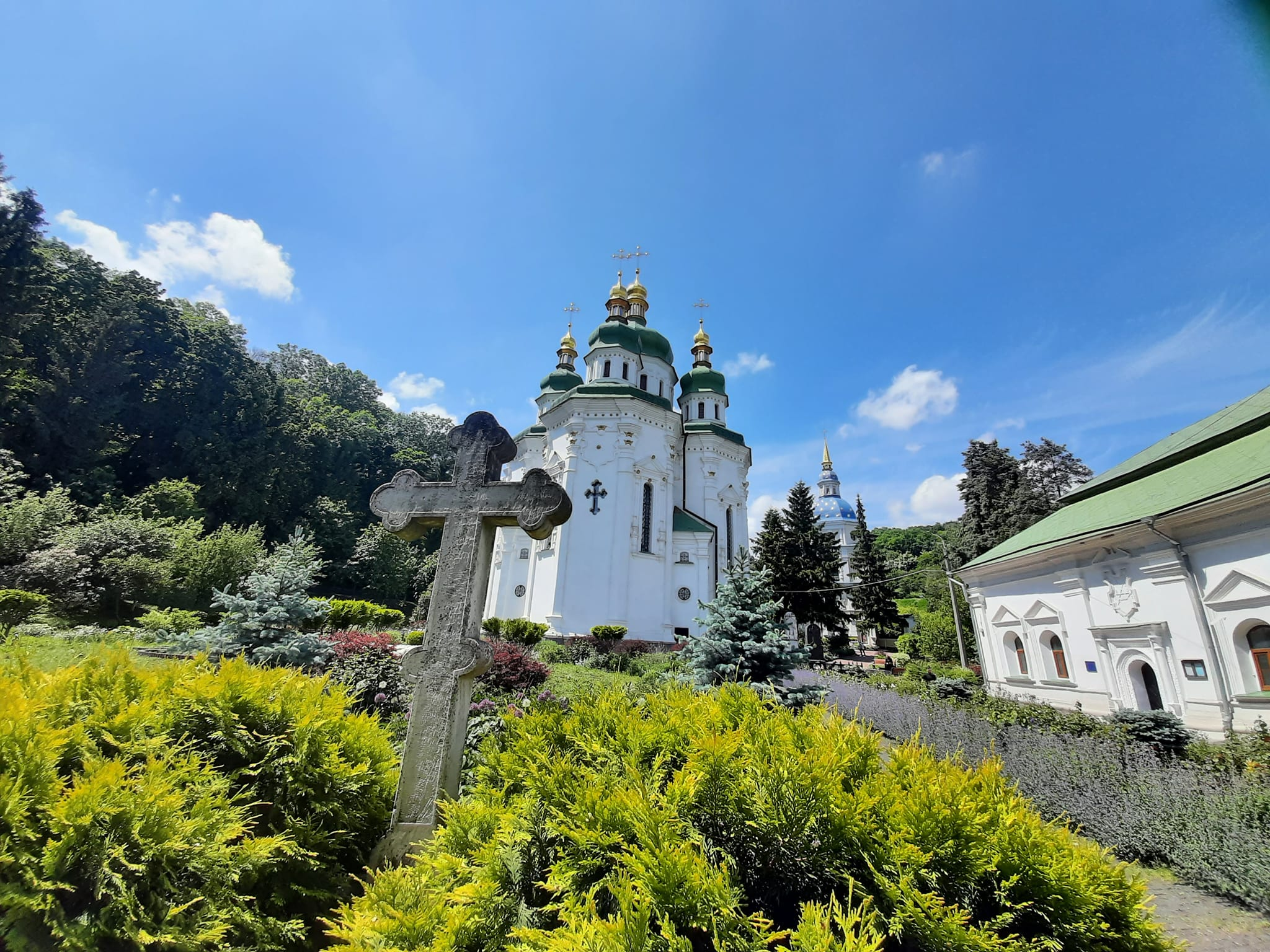
Могила Костянтина Ушинського на тлі Георгіївського собору
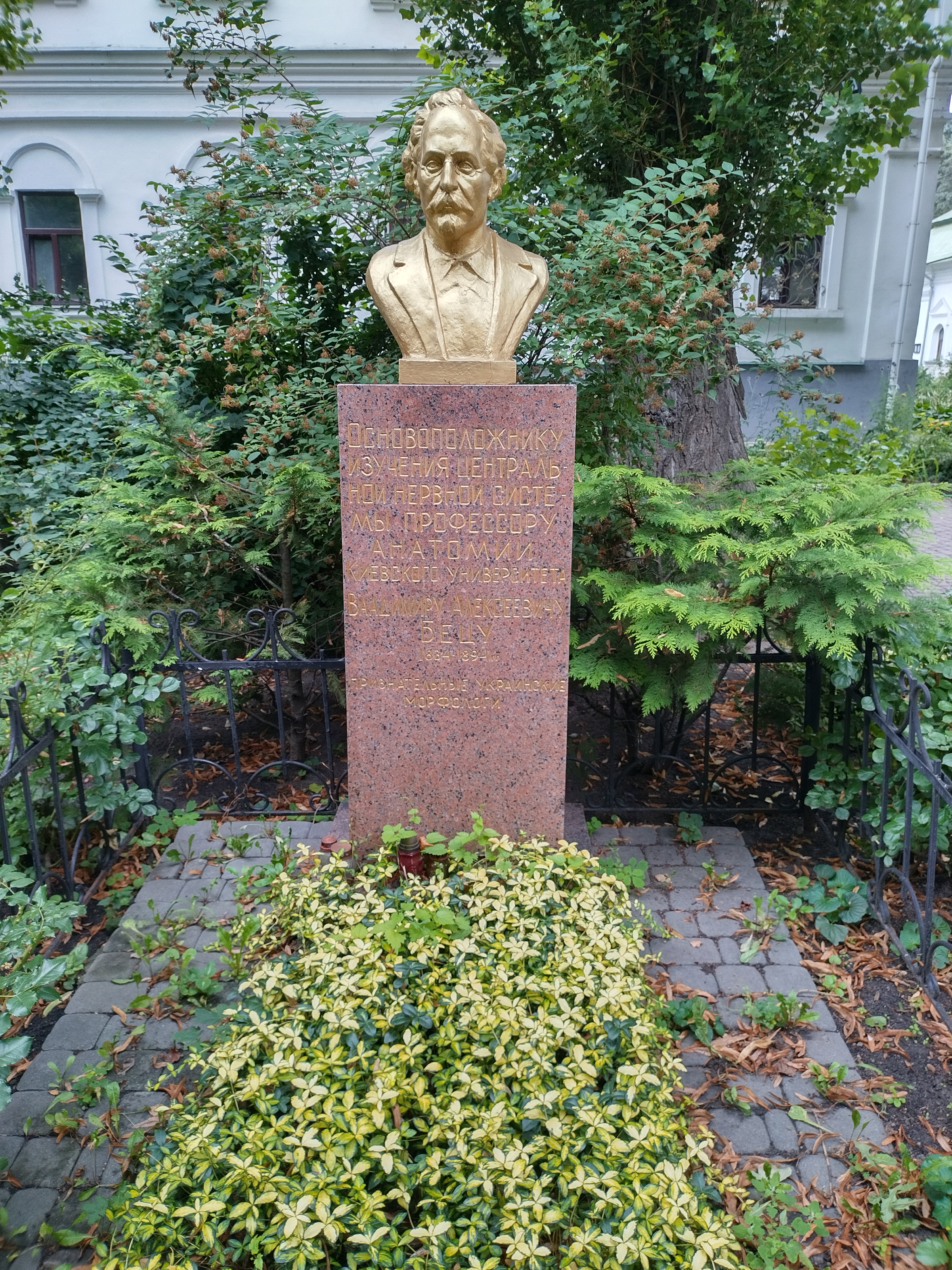
Могила Володимира Беца
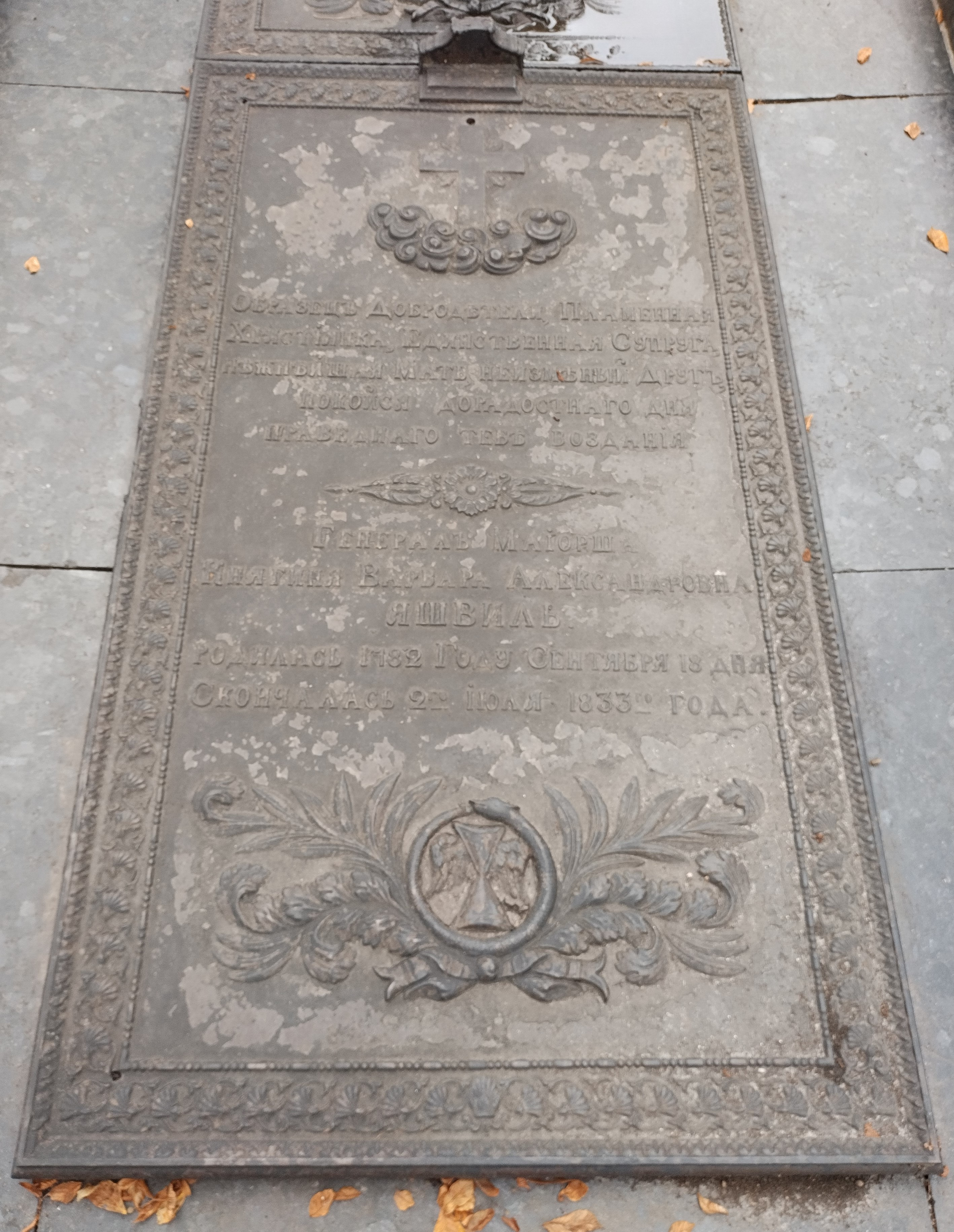
Надгробна плита Варвари Яшвіль
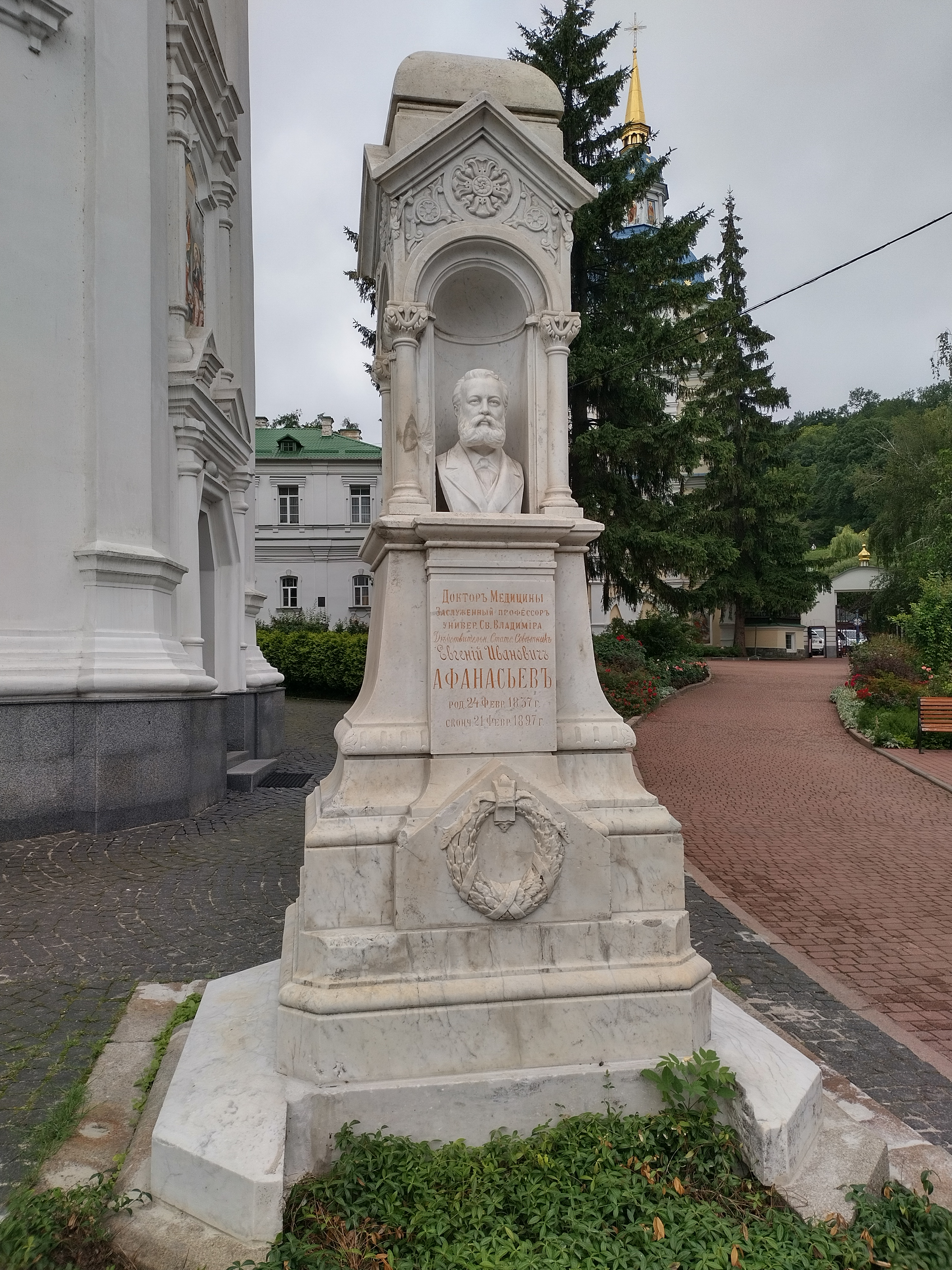
Могила Євгена Афанасьєва